# Östervåla-Harbo pastorat
Östervåla-Harbo pastorat är ett pastorat inom Svenska kyrkan i Upplands västra kontrakt av Uppsala stift.
Pastoratskod är 010909.

## Administrativ historik
Pastoratet bildades 1962 av Östervåla församling och Harbo församling som tidigare varit egna pastorat.

## Ingående församlingar
- Östervåla församling
- Harbo församling